# Brigade d'Alabama
Connue aussi comme la brigade de Law, la brigade d'Alabama est une formation militaire de l'armée des États confédérés pendant la guerre de Sécession. Elle est créée en 1863 et participe à des opérations majeures de combat telles que la bataille de Gettysburg, la bataille de Chickamauga, la bataille de la Wilderness et la campagne de Richmond-Petersburg. Elle est considérée comme l'une des plus grandes brigades combattantes de l'armée de Virginie du Nord.

## Historique du service
La brigade de l'Alabama est créée le 19 janvier 1863 ; composée de cinq régiments d'infanterie d'Alabama qui sont pris dans trois différentes brigades. En novembre, le 44th Alabama est ajouté à cette brigade. La brigade de l'Alabama est réorganisée une dernière fois en janvier 1863 ; et les 15th, 47th et 48th Alabama Infantry sont ajoutés. Commandée par Evander M. Law, elle fait partie de l'armée de Virginie du Nord du général Robert E. Lee. Elle est affectée dans la division du major général John Bell Hood dans le premier corps sous les ordres du lieutenant général James Longstreet. Elle participe à la campagne du Suffolk et a un rôle important lors de la bataille de Gettysburg. Par la suite, la division est, pendant une brève période, en 1863, transférée dans l'armée du Tennessee, où elle combat lors de la bataille de Chickamauga et la campagne de Knoxville avant d'être transférée vers l'est, en 1864. Elle participe à la bataille de la Wilderness et continue de servir lors de la campagne d'Appomattox qui a abouti à la reddition du général confédéré Lee et la conclusion de la guerre de Sécession. Avec le reste de l'armée de Virginie du Nord, la brigade est libérée sur parole et ses membres survivants retournent en Alabama en tant que civils.

## Unités subordonnées

### 4thAlabama Infantry
Le 4th Alabama Infantry est organisé à Dalton, en Géorgie, le 2 mai 1861. Le commandant initial est le colonel Barnard E. Bee qui commande la (3e) brigade lors de la première bataille de Bull Run, où Bee et le nouveau commandant du régiment, Egbert I. Jones, sont tués au combat. Le lieutenant colonel Evander McIvor Law est ensuite promu et devient colonel du régiment. Il combat lors de la bataille de Seven Pines et lors de la deuxième bataille de Bull Run, celle d'Antietam, et celle de Fredericksburg. Law est promu brigadier général le 3 octobre 1862. Le commandement est donné au colonel Pinckney Downie Bowles. Plus tard le régiment combat avec passion dans tous les combats de la brigade.

### 15th Alabama Infantry
Le 15th Alabama Infantry est organisé à l'été de 1861 au fort Mitchell, en Alabama. Après avoir été envoyé immédiatement en Virginie, il est placé dans une brigade sous le commandement du général George B. Crittenden et participe à de nombreuses batailles, dont la première bataille de Cold Harbor, la bataille de Front Royal, la seconde bataille de Bull Run, et la bataille d'Harper's Ferry. Quand il est placé dans la brigade d'Alabama le 19 janvier 1863, il est sous le commandement de William C. Oates, qui, après la guerre, deviendra gouverneur de l'Alabama. Alexander Lowther remplace plus tard Oates en tant que commandant en 1864.

### 44th Alabama Infantry
Le 44th Alabama Infantry est créé à Selma, en Alabama, sous les ordres du colonel James Kent, en 1862. Kent démissionne le 1er septembre 1862, laissant le régiment sous le commandement de William Perry. Le 44th Alabama combat lors des batailles comme la seconde bataille de Bull Run, la bataille d'Harper's Ferry, et celle d'Antietam. Ce régiment est gravement décimé à Sharpsburg (Antietam), le 17 septembre 1862, où le régiment perd près de 47 % de ses hommes. Il est ajouté à la brigade d'Alabama, qui comprend alors le 4th Alabama Infantry, deux mois plus tard, en novembre 1862. Au cours de la guerre, 1094 hommes ont appartenu au régiment à un certain point, mais seulement 209 survivent à la reddition à Appomattox.

### 47th Alabama Infantry
Le 47th Alabama Infantry est formé à Loachapoka, en Alabama, le 22 mai 1862 sous le commandement du colonel James McCarthy Oliver. Quand il part en Virginie, il est placé dans la brigade du général Taliaferro. Ce régiment perd beaucoup d'hommes dans de nombreuses batailles telles que Cedar Run, la seconde bataille de Bull Run, et Harper's Ferry. Oliver démissionne le 11 août 1862 et est remplacé par James W. Jackson, qui est promu colonel. Après avoir été décimée à Sharpsburg (Antietam) le 17 septembre 1862 et encore, à Fredericksburg, le 13 décembre 1862, il est transféré dans la brigade d'Alabama, en janvier 1863.

### 48th Alabama Infantry
Le 48th Alabama Infantry entre en service à Auburn, en Alabama, et est placé dans la brigade du général William B. Taliaferro avec le 47th Alabama Infantry. Le premier commandant du régiment est le colonel James Lawrence Sheffield, qui démissionne à l'automne de 1864. Le capitaine John W. Wiggington, qui a été promu commandant à l'automne 1864, est le commandant du 48th Alabama lors de sa reddition à Appomattox. Pendant la guerre, il combat lors des batailles telles que Cedar Run, la seconde bataille de Bull Run, et celle d'Antietam. Il est décimé à Fredericksburg du 11 au 15 décembre 1862. Avec la 47th Alabama Infantry, il est placé dans la brigade d'Alabama, en janvier 1863.

## Commandement
Le principal commandant de la brigade est Evander M. Law. Au cours de 1863 et 1864, Law est blessé à de nombreuses reprises et agit en tant que commandant de division à plusieurs reprises. Après une grave blessure à l'œil lors de la bataille de Cold Harbor, il est remplacé en tant que commandant de la brigade par William Flank Perry le 3 juin 1864. Law est transféré dans le corps de cavalerie de l'armée de Virginie du Nord , où il devient commandant de division. Perry a déjà commandé temporairement la brigade auparavant. Promu de soldat à colonel du 44th Alabama en 5 mois, il est finalement promu brigadier général le 21 février 1865. Il commande la brigade jusqu'à sa reddition à Appomattox.